# 克里斯蒂安·贝尔纳多
克里斯蒂安·贝尔纳多（Christian Bernardo，1998年7月25日—），菲律賓男子羽毛球運動員。

## 簡歷
克里斯蒂安·貝納多青少年時期曾代表菲律賓參賽，但2016至2021年間未參加國際賽事。
2022年重返菲律賓國家隊後，分別與阿尔文·莫拉达、Thea Marie Pomar組成男雙、混雙搭檔，同年在喀麥隆國際賽贏得男雙冠軍，貝寧國際賽包辦男雙、混雙冠軍，在越南國際系列賽、孟加拉國際挑戰賽獲得男雙亞軍。
2023年2月，貝納多／莫拉达在伊朗國際挑戰賽男雙決賽擊敗印尼選手Raymond Indra／Daniel Edgar Marvino奪冠。

## 主要比賽成績
只列出曾進入準決賽的國際賽事成績：
| 年份   | 賽事                     | 公開賽級別 | 項目     | 搭檔                     | 成績   |
| ------ | ------------------------ | ---------- | -------- | ------------------------ | ------ |
| 2015年 | 斯里蘭卡羽毛球國際挑戰賽 | 國際挑戰賽 | 男子雙打 | 阿爾文·莫拉達            | 準決賽 |
| 2022年 | 喀麥隆羽毛球國際賽       | 國際系列賽 | 男子雙打 | 阿爾文·莫拉達            | 冠軍   |
| 2022年 | 喀麥隆羽毛球國際賽       | 國際系列賽 | 混合雙打 | Thea Marie Pomar         | 準決賽 |
| 2022年 | 貝寧羽毛球國際賽         | 未來系列賽 | 男子雙打 | 阿爾文·莫拉達            | 冠軍   |
| 2022年 | 貝寧羽毛球國際賽         | 未來系列賽 | 混合雙打 | Thea Marie Pomar         | 亞軍   |
| 2022年 | 越南羽毛球國際系列賽     | 國際系列賽 | 男子雙打 | 阿爾文·莫拉達            | 亞軍   |
| 2022年 | 孟加拉羽毛球國際挑戰賽   | 國際挑戰賽 | 男子雙打 | 阿爾文·莫拉達            | 亞軍   |
| 2023年 | 伊朗羽毛球國際挑戰賽     | 國際挑戰賽 | 男子雙打 | 阿爾文·莫拉達            | 冠軍   |
| 2023年 | 馬爾代夫羽毛球國際挑戰賽 | 國際挑戰賽 | 男子雙打 | 阿爾文·莫拉達            | 準決賽 |
| 2024年 | 印尼北干巴魯羽毛球大師賽 | 超級100賽  | 男子雙打 | 阿爾文·莫拉達            | 準決賽 |
| 2024年 | 雪梨羽毛球國際賽         | 國際挑戰賽 | 男子雙打 | 阿爾文·莫拉達            | 準決賽 |
| 2024年 | 北港羽毛球國際賽         | 國際挑戰賽 | 混合雙打 | Eleanor Christine Inlayo | 準決賽 |
| 2024年 | 巴林羽毛球國際系列賽 I   | 國際系列賽 | 男子雙打 | 阿尔文·莫拉达            | 亞軍   |
| 2024年 | 巴林羽毛球國際系列賽 II  | 國際系列賽 | 男子雙打 | 阿爾文·莫拉達            | 冠軍   |

| 2007-2017年 | 首要超級賽 | 超級賽 | 黃金大獎賽 | 大獎賽 | 國際挑戰賽 | 國際系列賽 | 未來系列賽 | 其他 |

| 2018-2026年 | 總決賽 | 超級1000賽 | 超級750賽 | 超級500賽 | 超級300賽 | 超級100賽 | 國際挑戰賽 | 國際系列賽 | 未來系列賽 | 其他 |

### 奧運會和世錦賽參賽紀錄
|          | 搭檔          | 2023 |
| -------- | ------------- | ---- |
| 男子雙打 | 阿尔文·莫拉达 | 32強 |

## 外部連結
- 克里斯蒂安·貝爾納多在BWFBadminton.com（英语）
- 克里斯蒂安·貝爾納多在BWF.TournamentSoftware.com（英语）
- 克里斯蒂安·貝爾納多在Flashscore（英语）